# Origine (film 2006)
Origine (銀色の髪のアギト?, Gin-iro no kami no agito) è un film d'animazione del 2006 diretto da Keiichi Sugiyama.
L'edizione italiana ha debuttato il 17 gennaio 2007 al Future Film Festival ed è stata in seguito commercializzata in DVD per conto di Kazé.

## Trama
Per cercare di ripopolare la vegetazione terrestre un gruppo di scienziati tenta un esperimento senza precedenti, sfruttando l'ingegneria genetica alcune piante vengono rese più resistenti e piantate sulla Luna. Sfortunatamente l'esperimento sfugge al controllo e le piante riescono, moltiplicandosi a ritmo vertiginoso, ad attraversare lo spazio e ad arrivare sul pianeta terra, dove nel giro di pochi anni prendono il controllo del pianeta soffocando la civiltà umana.
300 anni dopo gli esseri umani hanno risorse idriche limitate e dipendono dalle piante che hanno il monopolio dell'acqua. Essi sono divisi in due fazioni, alcuni vivono in ciò che resta dei palazzi costruiti secoli prima, rovine di una civiltà ormai perduta e dimenticata, in pace con le piante che in cambio li riforniscono di limitate quantità di acqua. Altri vivono in un regno militarizzato che ha come obiettivo la distruzione della foresta. Al contempo le piante si sono evolute al punto di poter generare i druidi, ovvero creature di forma umana in grado di contrastare gli esseri umani.
Un giorno Agito, nel tentativo di sottrarre acqua alle piante, si introduce in una vecchissima installazione ipertecnologica dove si imbatte in Toola e la risveglia dall'ibernazione. Toola è la figlia di uno scienziato che secoli prima progettò un sistema per annientare le piante e riprendere il controllo del pianeta e il colonnello Shunack (anch'egli risvegliato alcuni anni prima dal passato) vuole utilizzarla per attivare il pericoloso meccanismo.